# Aciphylla crenulata
Aciphylla crenulata är en flockblommig växtart som beskrevs av Joseph Beattie Armstrong. Aciphylla crenulata ingår i släktet Aciphylla och familjen flockblommiga växter. Inga underarter finns listade i Catalogue of Life.